# Dina Manfredini
Dina Guerri Manfredini (Pievepelago, 4 de abril de 1897 — Johnston, Iowa, 17 de dezembro de 2012) foi uma supercentenária italiana radicada nos Estados Unidos. Foi a pessoa mais idosa do mundo (decana da Humanidade) depois da morte de Besse Cooper, em 4 de dezembro de 2012..
Dina Manfredini ocupou até 12 de dezembro de 2012 o décimo primeiro lugar como pessoa mais velha de sempre. Residia em Johnston, no estado do Iowa, Estados Unidos. Morreu no centro de idosos Bishop Drumm em Des Moines, no dia 17 de dezembro de 2012 aos 115 anos e 257 dias. Sua morte ocorreu por causa de uma infecção de causa desconhecida.